# John Simmonds
John I. Simmonds (* 10. Mai 1946 in Kingston) ist ein pensionierter jamaikanischer Offizier.

## Leben
John Simmonds wurde geboren als Sohn des Malers Arthur Simmonds und seiner Frau Edith Simmonds. Er besuchte in seiner Heimatstadt die Excelsior High School von Januar 1961 bis Juli 1965. Bereits in der Schulzeit zeigte er großes Interesse für Sport und repräsentierte die Schule erfolgreich in mehreren Sportarten.
Am 6. Oktober 1966 trat er in die Jamaica Defence Force (JDF) ein. Die Offiziersausbildung absolvierte er an der Mons Officer Cadet School in Aldershot und nahm an Lehrgängen am Staff College Camberley und am Royal College of Defence Studies teil. Im Juni 1976 wurde er in der Funktion als Zugführer im 1. Bataillon/Jamaica Regiment (1JR) zum Second Lieutenant befördert. 1969 wurde er auf die Stelle eines Transportoffiziers (Motor Transport Officer), von 1971 bis 1973 war er stellvertretender Kompaniechef (Kompanieoffizier) versetzt. Zwischenzeitlich heiratete er am 30. Dezember 1972 Ovril J. Coulton. Aus der Ehe gingen die Söhne Marcus John und John Oneil hervor. In der Folgeverwendung war er bis 1975 Administrationsoffizier im 3. Bataillon/Jamaica Regiment, dem Reservistenbataillon (Jamaica National Reserve) des Regiments. Im Anschluss war er bis 1979 Kompaniechef im 1. Bataillon und danach bis 1981 im 2. Bataillon/Jamaica Regiment. Als Stabsoffizier für Einsatz und Übung diente er im Hauptquartier der JDF von 1982 bis 1990 im Up Park Camp. In dieser Verwendung wurde er zum Colonel befördert.
Als Major General war er von November 1998 bis zu seiner Pensionierung im Mai 2002 militärischer Oberbefehlshaber (Chief of Staff) der jamaikanischen Streitkräfte. Simmonds ist Vorsitzender des Sportausschusses der Jamaica Defence Force. Als Chief of Staff war einer seiner Schwerpunkte die Verbesserung der Sportausbildung. So führte er einen Basic Fitness Test ein und setzte sich dafür ein, dass Soldaten der JDF an internationalen Sportwettkämpfen teilnehmen konnten.

## Auszeichnungen
- 2002: Commander des Royal Victorian Order (CVO)[4]
- Verdienstmedaille, Jamaika